# گونزالو پرز ده‌وارگاس
گونسالو پرس ده وارگاس (اسپانیایی: Gonzalo Pérez de Vargas‎؛ زادهٔ ۱۰ ژانویهٔ ۱۹۹۱) بازیکن هندبال اهل اسپانیا است.
از باشگاه‌هایی که در آن بازی کرده‌است می‌توان به باشگاه هندبال بارسلونا اشاره کرد.